# レフ・クズネツォフ
レフ・ウラジーミロヴィチ・クズネツォフ（ロシア語: Лев Владимирович Кузнецов、ラテン文字転写の例：Lev Vladimirovich Kuznetsov, 1965年4月25日 - ）は、ロシアの政治家、企業家。クラスノヤルスク地方知事や連邦北カフカース大臣を歴任した。
モスクワ出身。1990年に国家財政学アカデミー（現・ロシア連邦政府付属財政大学）を卒業する。2002年から2010年までクラスノヤルスク地方知事のアレクサンドル・フロポーニンの経済問題顧問と第一副知事を務めた。2010年2月17日クラスノヤルスク地方知事代行を経て知事に就任し、2014年に新設された北カフカース大臣に就任した。